# Carol Emanuel al II-lea, Duce de Savoia
Carol Emanuel al II-lea (italiană Carlo Emanuele II di Savoia), (n. 20 iunie 1634, Torino, Ducatul de Savoia – d. 12 iunie 1675, Torino, Ducatul de Savoia) a fost Duce de Savoia din 1638 până în 1675. De asemenea, a fost marchiz de Saluzzo, conte de Aosta, Geneva, Moriana și Nice și pretendent al tronului din Cipru și Ierusalim. După moartea sa în 1675, a doua soție, Marie Jeanne de Savoia a fost regentă pentru fiul lor în vârstă de 11 ani.

## Biografie
Karol Emmanuel al II-lea a fost al treilea fiu al lui Victor Amadeus I, Duce de Savoia și  a Christine a Franței,  nepotul (pe linia maternă) regelui francez Henric al IV-lea al Franței. După moartea  fratelui mai mare Francis Hyacinth, în 1638, a moștenit tronul. 
A fost căsătorit de două ori:  prima soție a fost Françoise Madeleine d'Orléans, cea de a doua   - Marie Jeanne de Savoia. În cea de-a doua căsătorie s-a născut moștenitorul tronului, viitorul rege al regatului Sardiniei  Victor Amadeus al II-lea. Karol Emmanuel al II-lea era mai puțin preocupat de conducerea statului, axat fiind pe  divertisment.  Conducător de facto a fost mama sa, care a fost implicată în toate chestiunile politicii externe și interne a statului. În acea perioadă, în 1655, au fost urmăriți și persecutați în masă  membrii comunității protestante valdensiene  (Waldensians).
După moartea mamei sale, în 1663, Karol Emmanuel al II-lea preia controlul asupra țării. În politica sa externă s-a opus puterii în creștere a statului vecin - Franța. În perioada 1672-1673, Savoia a fost implicat în război împotriva Republicii Genova pentru opținerea accesului la Liguria, coasta Mării Mediterane.  Pe plan intern Karol Emmanuel al II-ea a reușit să îmbunătățească situația finaciară  prin extinderea portului maritim din Nisa , fapt ce a permis sporirea  comerțului exterior. A creat o armată permanentă în Savoia, refuzând serviciile trupelor mercenare, așa cum se practica în ducat mai devreme. Prin ordinul lui Karol Emmanuel al II-lea a fost construit un drum prin munții Alpi din Italia de Nord până în Franța (Chemin des Grottes des Échelles).

## Arbore genealogic
1. ↑  RKDartists, accesat în 2 martie 2018
2. ↑  IdRef, accesat în 5 martie 2020